# 耶律迭里
耶律迭里（やりつ てつり、生年不詳 - 天顕元年11月13日（926年12月20日））は、遼（契丹）の軍人。

## 経歴
本部夷離菫の耶律楚不魯の子として生まれた。幼いころは病気がちで、耶律阿保機が撻馬戉沙里となると、迭里を可愛がって育てた。神冊6年（921年）、迭里は惕隠となり、阿保機の下で龍軍を率いて阻卜や党項を討ち、功績を挙げた。天賛3年（924年）、南院夷離菫となった。南府宰相耶律蘇とともに西南の地の経略にあたった。天顕元年（926年）、渤海国を攻撃して、忽汗城を包囲し、多くの兵を捕殺した。阿保機が死去して述律皇后が称制すると、皇后は大元帥耶律堯骨に帝位を嗣がせようとした。迭里は嫡長の東丹王耶律突欲を立てるよう建言した。東丹王の党与として、獄に下され、拷問を受けた。屈服しなかったため、同年11月に殺害された。
子に耶律安摶があった。

## 伝記資料
- 『遼史』巻77 列伝第7